# Amphisbaena pericensis
Amphisbaena pericensis är en ödleart som beskrevs av  Noble 1921. Amphisbaena pericensis ingår i släktet Amphisbaena och familjen Amphisbaenidae. Inga underarter finns listade i Catalogue of Life.